# Justin Bessou
Pour les articles homonymes, voir Bessou.
Justin Bessou, né à Méjalanou, commune de Saint-Salvadou (Aveyron) le 31 octobre 1845 et mort à Villefranche-de-Rouergue (Aveyron) le 29 octobre 1918, est un poète français d'expression principalement occitane.

## Biographie
Il fut successivement vicaire à Saint-Geniez-d'Olt, de 1872 à 1877, et à Marcillac-Vallon, de 1877 à 1881, puis curé de Lebous, près de Réquista, pendant cinq ans. Il se fixa définitivement en 1886 à Saint-André-de-Najac, où il exerça ses fonctions sacerdotales jusqu'en 1906. Retiré chez sa sœur Caroline à Villefranche-de-Rouergue, il mourut à la veille de l'armistice de 1918.
Il fut fait majoral du Félibrige en 1902 aux fêtes félibréennes de Béziers.
Le banc public qui est le monument à sa mémoire est inscrit à l'inventaire des monuments historiques.

## Œuvres

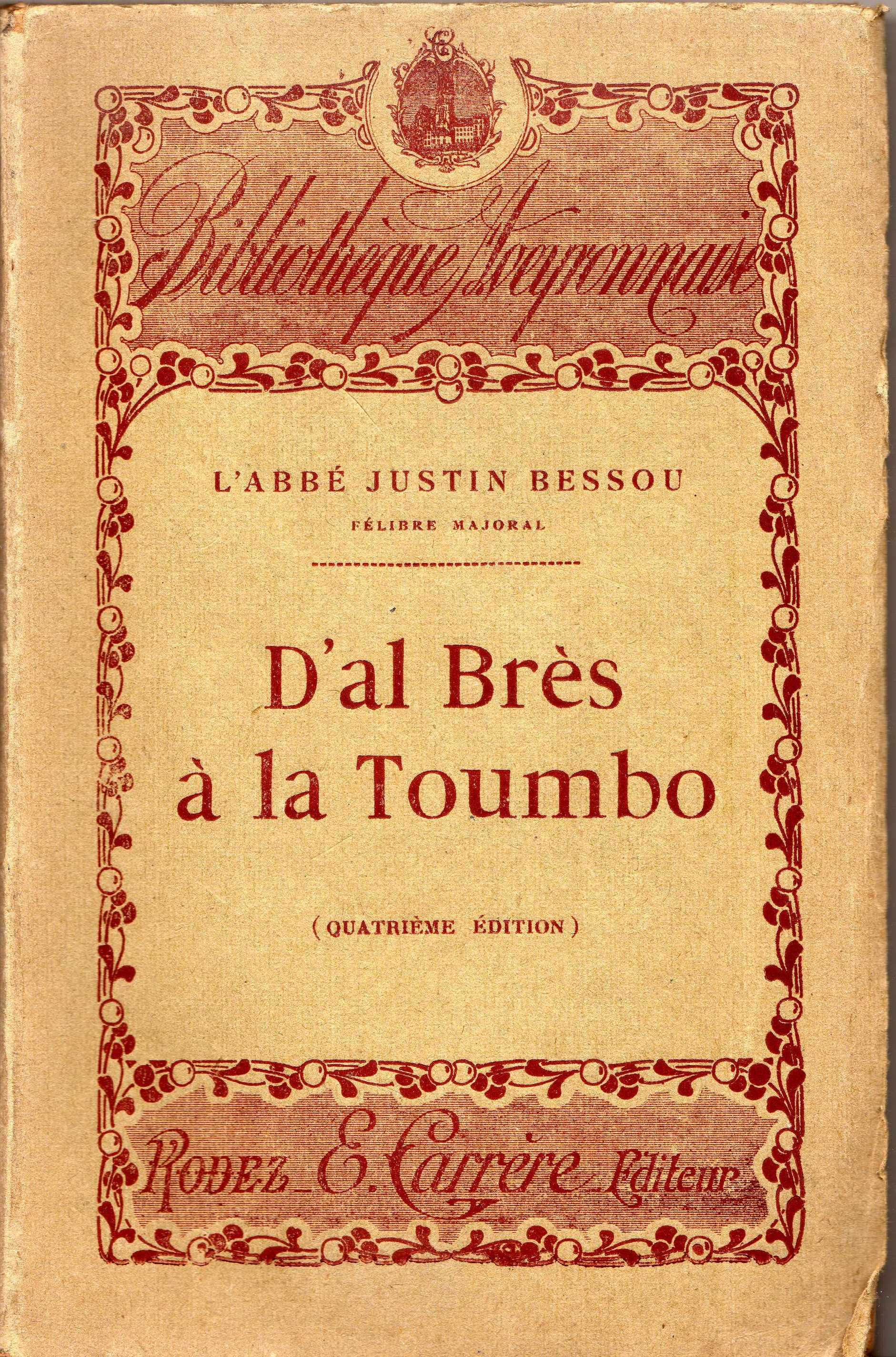
Couverture de la 4e édition (1919) Dal brèç a la tomba

- Merles et fauvettes, 1877 Texte en ligne
- D'al Brès à la toumbo (Du berceau à la tombe), poème en douze chants, suivi d'un lexique des mots les plus difficiles à comprendre, 1892. Réédition : Rodez : Cultura d'òc, 1995
- Lyre et guitare, 1898 Texte en ligne
- Countes de la tata Mannou, 1902
- Bagateletos (Petites bagatelles), 1903
- Besucarietos : risouletos, prouderbis, debinarèlos (Petites futilités), 1906
- Countes de l'ouncle Janet (Contes de l’oncle Janet), 1910. Réédition : Rodez : Cultura d'òc, 1997
- Soubenis et mescladis (Souvenirs et mélanges), 1913
- Besprados de l'Ouncle Polito (Soirées de l’oncle Hippolyte), 1923

## Pour approfondir